# Тугутуй
Тугутуй — село в Эхирит-Булагатском районе Усть-Ордынского Бурятского округа в составе Иркутской области России. Административный центр муниципального образования «Тугутуйское».

## География
Расположено в левобережье реки Мурин, в 14—15 км к юго-юго-востоку от посёлка Усть-Ордынский и в 55—60 км к северо-востоку от Иркутска. Через село проходит местная автодорога Усть-Ордынский — Тугутуй — Ревякина — Оёк. Через село протекает одноименная река, в юго-восточной части села в неё впадает река Тургутуй.

## Топонимика
Название Тугутуй может быть связано с бурятским түгэхэ — «распространяться», «расходиться».
По мнению Игоря Дамбуева, в основе названия лежит бур. туг — «флаг», «знамя».
Станислав Гурулёв связывал название с якутским тугут — «тугут (оленёнок до года)», тугутаа — «телиться (о самке оленя)». Подтверждением того, что название является добурятским, является то, что буряты называют это село также Хара гүрөөһэтэй — «с чёрной косулей» (хара гүрөөһэ(н) — чёрная косуля). В связи с этим также существует ошибочное мнение, что собственно «Тугутуй» переводится как «медвежья падь».
К слову, название Тугутуй может быть искажённой формой названия реки Тургутуй, протекающей вблизи села, которое Гурулёв объяснял от бур. түргэ(н) — «быстрый», «скорый», «спешный», иногда также «сильный, жгучий (о морозе)» и аналогичного монгольского слова.

## История
Согласно книге «Список населенных мест Сибирского края. Том 2. Округа Северо-Восточной Сибири», село основано в 1425 году.

## Население
| 2002 | 2010  | 2011  | 2012 |
| ---- | ----- | ----- | ---- |
| 1113 | ↘1010 | ↘1007 | ↘971 |